# 教科担任
教科担任（きょうかたんにん）とは、教科を担任する教員のことである。

## 教科担任制
教科担任制（Departmentalized Instruction）は各教師が専門とする教科を分担する教授組織の形態で、学級担任制（Self-Contained Instruction）と対置される。

### 米国
米国では教科担任制は18世紀末期のニューイングランド地方で誕生した。しかし、1848年にボストンのクインシーグラマースクール（Bostonʼs Quincy Grammar School）のフィルブリック（Philbrick）校長が「学年制の学校計画（the Graded School Plan）」で学級担任制を導入して米国全土に普及したため小学校では学級担任制が主流となった。
1900年代に入ると、ニューヨーク、シカゴ、セントルイスなどで高学年を中心に再度教科担任制が導入された。以後、教科担任制の導入が増加したが、1930年代から40年代にかけて小学校での学級担任制と教科担任制の提唱者に分かれて激しい論争が展開された。
2000年のNCLB法により学力向上のために教科担任制を再導入する小学校の学区もみられた。
しかし、米国の小学校では一般的に学級担任制が主流であるといわれている。

### 日本
日本では1891年に文部省令第12号「学級編制等二関スル規則」が定められてから、一般に小学校では学級担任制、中学校や高等学校では教科担任制が採用されている。教科担任は、各教科ごとの教員免許状を保有し、その教科を指導する。理科・音楽・体育・図画工作・家庭科・外国語などでは小学校においても教科担任が配置されることがある。このような教科担任は特に専科と呼ばれる。
2022年度からは公立小学校の高学年でも教科担任制が本格的に導入されることになった。

## 半教科担任制
半教科担任制（Semi-Departmentalized Instruction）は米国の一部の学校で採用されており、教師が少なくとも2つのアカデミック教科を担当しており、アカデミック教科では生徒1人につき2～3人の教師が指導に当たる方式をいう。